# Detlef Bruckhoff
 (mars 2020).
Detlef Bruckhoff (né le 8 avril 1958 à Berlin-Ouest) est un footballeur professionnel allemand.

## Biographie
Detlef Bruckhoff joue avec le Tennis Borussia Berlin en Bundesliga. Son premier match en première division allemande est une victoire à domicile 4 à 2 lors de la saison 1976-1977 contre le Fortuna Düsseldorf. Bruckhoff effectue son entrée sous les ordres de l'entraîneur Rudi Gutendorf à la 63e minute. Il est alors le plus jeune joueur du championnat allemand. Plus tard dans la saison, il intervient dans quatre autres matchs. Le club de la capitale finit 17e et se trouve relégué. Il reste dans l'équipe pendant la 2. Bundesliga 1977-1978 et réalise 13 matches dans le groupe nord, le club termine 10e. 
Il joue les deux saisons suivantes au Würzburger FV, au même niveau dans le groupe sud, et devient un joueur important de l'équipe. Il intègre ensuite le SV Darmstadt 98 entraîné par Werner Olk pour la saison 1980-1981, la dernière de 2. Bundesliga divisée en deux groupes. Le SV Darmstadt 98 remporte l'accession en Bundesliga pour la saison 1981-1982, où Bruckhoff joue onze matchs. 
À la fin de la saison, il tente sa chance dans le championnat autrichien, au SC Neusiedl am See puis au SC Eisenstadt, clubs de 1re division. Il revient en Allemagne et joue au TSV 1860 Munich pendant trois ans en Oberliga. Il termine sa carrière en Suisse, au FC Martigny-Sports puis au FC Baden, clubs de Ligue nationale B (le FC Martigny-Sports est relégué en 1990).
Après sa carrière de joueur professionnel, Detlef Bruckhoff reste en Suisse. Il est entraîneur et joueur d'une douzaine de clubs amateurs entre 1991 et 2015 : FC Suhr dans les années 1990 et 2000, SC Zofingen, FC Oftringen et FC Gunzwil. Il est également entraîneur du FC Ruswil. Après un court séjour de deux mois au FC Brugg, il occupe le poste d'entraîneur-chef du FC Herzogenbuchsee en Suisse lors de l'année 2009. Il devient ensuite entraîneur du FC Coblence puis du FC Würenlingen.